# Wahlenbergia akaroa
Wahlenbergia akaroa är en klockväxtart som beskrevs av J.A.Petterson. Wahlenbergia akaroa ingår i släktet Wahlenbergia och familjen klockväxter. Inga underarter finns listade i Catalogue of Life.